# JonDo
JonDo (JonDonym), также известный как Java Anon Proxy или JAP (до 2007 года) — бесплатный (также имеется платная версия), кроссплатформенный анонимайзер, на основе прокси-сервера, предназначенный для анонимного просмотра веб-страниц, посредством отправки запросов через цепочку прокси и смешивании потоков данных нескольких пользователей, для обеспечения более высокого уровня анонимности.
Клиентское программное обеспечение написано на языке программирования Java.

## Описание
JonDonym доступен для всех платформ, поддерживающих Java. Кроме того, имеется прокси-клиент JonDonym для Android — «ANONdroid» и специализированный браузер JonDoFox, созданный на основе Firefox с одноимённым дополнением, оптимизированным с сервисом JonDo.
Клиентское программное обеспечение JonDonym позволяет пользователю выбирать из нескольких групп анонимных прокси, предлагаемых независимыми организациями, и пользователь может выбирать, каким операторам ему доверять. Это отличается от одноранговых сетей анонимности, где анонимные прокси-серверы являются анонимными, что означает, что пользователи вынуждены полагаться на неизвестных прокси-операторов. Однако это означает, что все ретрансляторы, используемые для соединений через JonDonym, известны и идентифицированы, и поэтому потенциально могут стать легкой целью хакеров, правительственных агентств или других лоббистских групп. Это привело к проблемам, упомянутым ниже, когда, например, постановления суда фактически передали контроль над всей системой правительству Германии. Как говорится ниже, такие решения, как международное распространение ретрансляторов и дополнительное использование Tor, могут несколько смягчить эту потерю независимости.

## История
Первоначально был разработан в рамках проекта Дрезденского технического университета, Регенсбургского университета и комиссии по вопросам конфиденциальности земли Шлезвиг-Гольштейн.

### Переименование и коммерческие вопросы
Использование JonDonym было и остается бесплатным, но после 22 июня 2007 года, когда закончилась финансовая поддержка оригинального исследовательского проекта университета, членами первоначальной проектной группы был основан стартап Jondos GmbH, который продолжил разработку и, чтобы покрыть расходы, запустил коммерческую версию прокси-анонимайзера.
В то же время клиент JAP был переименован в JonDo, а сама служба — из AN.ON в JonDonym. Цепочки прокси JonDonym в основном обслуживаются малыми и средними предприятиями во многих странах. В бесплатной версии применяется цепочка из двух прокси-серверов, как правило, из разных стран (указываются в программе в виде флага), при покупке лицензии их число увеличивается до трех точек, а при использовании протокола https — четырех, для повышенной безопасности. Поскольку подрядчики Jondos GmbH должны обеспечить достаточную пропускную способность своих прокси-серверов, возможен анонимный просмотр веб-страниц на скорости всего 50 Кбит/с. Скорость и доступность услуги варьируются, и большее количество пользователей в цепочке повышает анонимность, но также снижает скорость и пропускную способность для пользователя. Бесплатные цепочки прокси все еще работают, но, в отличие от коммерческих, они не могут предложить низкую задержку, несколько серверов в цепочке или гарантированную пропускную способность.

## Конфиденциальность
Онлайн-активность пользователя может быть раскрыта только в том случае, если все прокси в цепочке работают вместе, сохраняя файлы журналов и соотнося эти журналы. Однако все операторы прокси должны подписать добровольное обязательство не вести такие журналы, и стороннему наблюдателю сложно проникнуть ко всем операторам в длинной цепочке.
В июле 2003 года немецкий BKA (Федеральное управление уголовной полиции Германии) получил ордер на то, чтобы заставить операторов Dresden Mix регистрировать доступ к определенному веб-адресу, на котором размещалась детская порнография. Затем AN.ON решил внедрить функцию обнаружения преступлений в серверное программное обеспечение, чтобы сделать исполнение этого требования возможным. Эта функция стала общедоступной после публикации измененного исходного кода 18 августа 2003 г. и впоследствии подверглась критике со стороны многих пользователей. Для Dresden Mix эта функция остается частью программного обеспечения и по сегодняшний день. Отслеживание деятельности пользователей в прошлом по-прежнему технически невозможно для операторов, но анонимность теперь распространяется только до момента выдачи постановления суда о слежке. Однако было отмечено, что новая функция охватывалась моделью угроз AN.ON и не являлась утечкой службы безопасности.
В ответ на угрозу со стороны местных властей система распространилась по всему миру. Если цепочка прокси-серверов распространяются на несколько стран, правоохранительным органам всех этих стран придется работать вместе, чтобы раскрыть чью-то личность. AN.ON ежегодно публикует количество успешных и неудачных постановлений суда о слежке. Также, AN.ON проводит исследования, чтобы сделать функции обнаружения преступлений более безопасными с точки зрения конфиденциальности.
С мая 2006 года JonDonym также может использоваться в качестве клиента для сети Tor, а с 2006 года — также для сети Mixminion. Эти функции все еще находятся на начальной стадии разработки и доступны только в бета-версии программного обеспечения.

## Критика
Журнал ComputerBild неоднократно включал JonDonym в свои групповые тесты анонимайзеров. Так, в 2010 году, он присудил бесплатной версии 3 место из 7, поставив оценку «хорошо». Из достоинств были названы прохождение теста на анонимность и бесплатность, а из недостатков, снижение скорости интернет-соединения. В 2011 году, уже в ходе тестирования платной версии, программа также получила оценку «хорошо». При этом, по мимо критики высокой цены, все также были отмечены успешность теста на анонимность и замедление скорости соединения, из-за которого она заняла последнее место среди 5 программ.